# تفتازان
تفتازان قرية ايرانية تقع في منطقة غوشخان بالا، على مسافة 56 كيلومتراً شمال غرب مدينة شيروان في شمال خراسان، ويحدها من الشمال قرية باغ، ومن الجنوب قرية سولدي، ومن الشرق آغ قلعة، ومن الغرب قرية زو. وبحسب تعداد مركز الإحصاء الإيراني عام 2010، بلغ عدد سكانها 199 نسمة (73 أسرة). ويتحدث أهلها اللغة التركية. قرية تفتازان هي جزء من قرية شيروان غوشخانة. وكانت هذه القرية، وهي من بقايا مستوطنة كبيرة تابعة لمحافظة نسا القديمة، أكبر حجما وأكثر أهمية في الماضي.
وتقع هذه القرية بين الجبال العالية التي تحيط بها ومن أشهرها جبل كونجخور، وجبل سيلسلان، ويمر في وسط القرية نهر صغير، وكيت دارا، وقابودارا، وقرنة دارا التي تقع في أمام قرنة دارا (خورندارة) وهو جبل مرتفع بني عليه قديما قلعة كانت تعرف بقلعة يامن وكان لها برج وسور. لأنه حتى الآن يمكن رؤية آثار مباني قديمة وشجرة خلنج (سرو جبلي) وقبرين قديمين فيها، وبحسب الفخار الموجود في هذه المنطقة وطريقها، يبدو أنه في الماضي كانت مياه ونبع الوادي الذي كان يتدفق إلى اليمن تم نقله إلى قلعة. وبطبيعة الحال، تم استخدام هذه الأماكن أيضا كقزلرقالة.
المهنة الرئيسية لأهالي قرية تفتازان هي الزراعة وتربية الحيوانات، ومن منتجات تفتازان الرئيسية: القمح، والشعير، والبقوليات الرطبة واليابسة، وجميع أنواع الأشجار. وفي قشلاق تفتازان توجد شجرة أرز جبلية قديمة تعرف باسم عزيزارتش، ويصل عمر الشجرة إلى 1000 سنة.

## تفتازان في التاريخ
كانت تفتازان تاريخيا قرية كبيرة من نواحي نسا وراء الجبل خرج منها جماعة من الشخصيات ، منهم:
- أبو بكر عبد الله بن إبراهيم بن أبي بكر التّفتازاني، إمام فاضل عالم بالتفسير والقراءات والمذهب والأصول، حسن الوعظ، سمع بنيسابور أبا عبد الله إسماعيل بن عبد الغافر الفارسي ونصر الله الخشنامي وأبا سعد علي بن عبد الله ابن أبي الحسن بن أبي صادق الحيري، وتفقّه بطوس على أبي حامد الغزّالي والتفسير على سلمان بن ناصر[3]
- سعد الدين التفتازاني الذي ولد فيها في صفر سنة 722 هـ وكان عالماً بالفلسفة والكلام والمنطق والرياضيات والطبيعيات، وله مشاركة في الفقه والنحو والأصول